# Leopoldo Pirelli

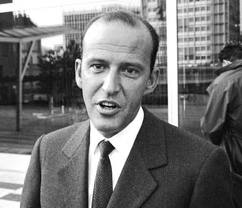
Leopoldo Pirelli

Leopoldo Pirelli (Usmate Velate, 27 augustus 1925 - Portofino, 23 januari 2007)  was een Italiaanse industrieel. Hij was leider van het concern Pirelli, bekend van autobanden en stroomkabels, dat door zijn grootvader Giovanni Battista Pirelli was opgericht.
Hij studeerde aan de technische universiteit van Milaan. In 1970 kreeg hij de leiding van het bedrijf nadat zijn broer Giovanni Pirelli door een auto-ongeluk om het leven was gekomen. Hijzelf was daarbij zwaargewond geraakt. In 1974 werd hij ook vicevoorzitter van de werkgeversorganisatie Confindustria.
Tijdens zijn leiderschap begon het bandenconcern Pirelli zich eveneens toe te leggen op telecommunicatietechnologie. In 1992 nam zijn schoonzoon Marco Tronchetti Provera de leiding over. Wel bleef Pirelli tot 1996 voorzitter van de raad van toezicht. Tot aan zijn overlijden was hij erevoorzitter van het concern.